# Arezzo
Arezzo (em português Arécio) é uma comuna (cidade) italiana, da região da Toscana, na província de Arezzo, que tinha, em 2013, uma população de cerca de 99.000 habitantes. Estende-se por uma área de 386 km², tendo uma densidade populacional de 237 hab/km². Faz fronteira com Anghiari, Capolona, Castiglion Fibocchi, Castiglion Fiorentino, Città di Castello (PG), Civitella in Val di Chiana, Cortona, Laterina, Marciano della Chiana, Monte San Savino, Monte Santa Maria Tiberina (PG), Monterchi, Subbiano.
Foi em Arezzo que nasceu o célebre religioso e teórico musical Guido d'Arezzo em 992.
Era conhecida como Arécio (em latim: Arretium) no período romano.

## Demografia
| Variação demográfica do município entre 1861 e 2011                               |
|                                                                                   |
| Fonte: Istituto Nazionale di Statistica (ISTAT) - Elaboração gráfica da Wikipedia |

## Famosos nascidos em Arezzo
- Guido d'Arezzo(992-1050) Monge Italiano e regente do coro da catedral de Arezzo
- Dylan Sprouse (1992-) Ator Itálo-Americano e Cantor
- Cole Sprouse (1992-) Ator Itálo-Americano e Cantor
- Alessio Bianchi (1995-) Cantor
- Marco Bianchi (1995-) Cantor
- Francesco Petrarca (1304 - 1374), poeta, mestre literato, "pai do humanismo" e inventor do soneto
- Giorgio Vasari (1511 - 1574) Pintor, arquiteto e biógrafo